# The Cheesecake Factory
 (juillet 2011).
Si vous disposez d'ouvrages ou d'articles de référence ou si vous connaissez des sites web de qualité traitant du thème abordé ici, merci de compléter l'article en donnant les références utiles à sa vérifiabilité et en les liant à la section « Notes et références ».
 (octobre 2014).
The Cheesecake Factory est une chaîne de restaurants et cafés implantée aux États-Unis, créée en 1978 en Californie.

## Histoire

### Création et débuts
L'origine de The Cheesecake Factory remonte aux années 1940 dans la ville de Détroit. Evelyn Overton, femme au foyer et excellente cuisinière, décide d'ouvrir une boutique après avoir fait un cheesecake pour l'employeur de son mari en 1949. Elle ouvre une petite boutique de cheesecake à Detroit dans le Michigan à la fin des années 1950, mais ferme ensuite afin de pouvoir élever ses deux enfants. 
Elle continue en revanche de fournir les restaurants alentour en cheesecakes depuis une cuisine dans son sous-sol. En 1972, la famille déménage à Los Angeles à Woodland Hills, où ils ouvrent une boulangerie, dans laquelle ils vendent des cheesecakes et autres gâteaux pour les restaurants locaux. 

### Californie
En 1978, son fils David ouvre une sandwicherie à Beverly Hills pour y vendre les gâteaux de sa mère. Dix sortes de cheesecakes y sont proposées. Dès 1983, la famille ouvre un second restaurant à Marina del Rey. Dès 1987, le restaurant de Beverly Hills s'est agrandi (78 places) et connait un grand succès, ce qui amène David à ouvrir un troisième restaurant à Redondo Beach, qui sera plus tard rénové en un espace de 2 000 m2 pouvant accueillir 300 personnes. À la fin des années 1980, le menu initial d'une page s'est allongé, et le restaurant propose en plus de la nourriture de fast-food et des repas minute. 

### Expansion en dehors du sud de la Californie
Le premier Cheesecake Factory hors de Los Angeles ouvre à Washington DC en 1992. David Overton prévoyait ouvrir un service tous les trois à quatre ans afin de générer 25% de hausse dans les ventes chaque année. 
La chaîne commence à changer son menu deux fois par an, et y ajoute de nouveaux éléments comprenant par exemple des steaks, des fruits de mer et des plats végétariens. Ils continuent d'ouvrir de nouveaux restaurants et en 1995 sont classés 11e aux États-Unis. 
En 2016, le groupe The Cheesecake Factory possède 180 restaurants sous le nom de « The Cheesecake Factory », 13 sous le nom de « Grand Lux Café » et un sous le nom de « RockSugar Pan Asian Kitchen ». The Cheesecake Factory possède aussi deux installations de boulangerie : une à Calabasas, en Californie et une en Caroline du Nord.

## Implantations Grand Lux Café aux États-Unis
- Arizona : Scottsdale (Scottsdale Fashion Square)
- Californie : Los Angeles (Beverly Center), San Francisco (Union Square)
- Colorado : Park Meadows
- Floride : Aventura (Aventura Mall), Boca Raton (centre-ville), Sunrise (Sawgrass Mills)
- Hawaii : Waikiki
- Illinois : Chicago
- Nevada : Las Vegas (Caesars Palace)
- New Jersey : Paramus (Garden State Plaza Mall)
- New York : Garden City (Roosevelt Field Mall)
- Texas : Dallas (Galleria Dallas), et Houston.
- Massachusetts : Boston (Prudential Center)

## Dans la fiction
The Cheesecake Factory est utilisée dans la série américaine The Big Bang Theory. Il s'agit de l'endroit où Penny et Bernadette Maryann Rostenkowski (fin de la saison 3) les personnages  féminins principaux de la série, travaillent comme serveuses et barmaids.